# Olympische Winterspiele 2022/Teilnehmer (Chinesisch Taipeh)
| Gelbes Symbol für Goldmedaillen mit stilisierten Olympischen Ringen | Graues Symbol für Silbermedaillen mit stilisierten Olympischen Ringen | Braundes Symbol für Bronzemedaillen mit stilisierten Olympischen Ringen |
| ------------------------------------------------------------------- | --------------------------------------------------------------------- | ----------------------------------------------------------------------- |
| —                                                                   | —                                                                     | —                                                                       |

Die Republik China nahm unter dem Namen Chinesisch Taipeh an den Olympischen Winterspielen 2022 in Peking mit vier Athleten, davon ein Mann und drei Frauen, in drei Sportarten teil. Es war die 13. Teilnahme des Landes an Olympischen Winterspielen.

## Teilnehmer nach Sportarten

### Eisschnelllauf
| Athleten      | Wettbewerbe | Zeit        | Rang |
| ------------- | ----------- | ----------- | ---- |
| Frauen        |             |             |      |
| Huang Yu-ting | 500 m       | 39,23 s     | 26   |
| Huang Yu-ting | 1000 m      | 1:17,35 min | 24   |
| Huang Yu-ting | 1500 m      | 2:00,78 min | 26   |

### Rennrodeln
| Athlet       | Wettbewerb | Lauf 1       | Lauf 1 | Lauf 2       | Lauf 2 | Lauf 3       | Lauf 3 | Lauf 4        | Lauf 4        | Gesamt       | Gesamt |
| Athlet       | Wettbewerb | Zeit         | Rang   | Zeit         | Rang   | Zeit         | Rang   | Zeit          | Rang          | Zeit         | Rang   |
| ------------ | ---------- | ------------ | ------ | ------------ | ------ | ------------ | ------ | ------------- | ------------- | ------------ | ------ |
| Frauen       |            |              |        |              |        |              |        |               |               |              |        |
| Lin Sin-rong | Einsitzer  | 1:01,550 min | 32     | 1:01,057 min | 29     | 1:01,004 min | 30     | ausgeschieden | ausgeschieden | 3:03,611 min | 31     |

### Ski Alpin
| Athleten    | Wettbewerbe | 1. Lauf     | 1. Lauf | 2. Lauf       | 2. Lauf       | Gesamt        | Gesamt        |
| Athleten    | Wettbewerbe | Zeit        | Rang    | Zeit          | Rang          | Zeit          | Rang          |
| ----------- | ----------- | ----------- | ------- | ------------- | ------------- | ------------- | ------------- |
| Frauen      |             |             |         |               |               |               |               |
| Lee Wen-yi  | Slalom      | 1:36,49 min | 58      | 1:09,55 min   | 50            | 2:46,04 min   | 50            |
| Männer      |             |             |         |               |               |               |               |
| Ho Ping-jui | Slalom      | DNF         | DNF     | ausgeschieden | ausgeschieden | ausgeschieden | ausgeschieden |